# Kozo Hosokawa
Kozo Hosokawa (細川 浩三 Hosokawa Kozo?,  nacido el 3 de agosto de 1971 en Kioto) es un exfutbolista japonés. Jugaba de defensa y su último club fue el Kyoto Purple Sanga de Japón.

## Trayectoria

### Clubes
| Club               | País  | Año         |
| ------------------ | ----- | ----------- |
| Kyoto Purple Sanga | Japón | 1994 - 1996 |